# FA Cup finalen 1890
FA Cup finalen 1890 blev spillet mellem Blackburn Rovers og The Wednesday på Kennington Oval. Blackburn vandt 6–1, med mål fra William Townley (3), Nat Walton, Jack Southworth og Joe Lofthouse. The Wednesdays mål blev scoret af Albert Mumford.

## Kampen
| 29. marts 1890 |

| Blackburn Rovers                                                         | 6-1 | The Wednesday |
| ------------------------------------------------------------------------ | --- | ------------- |
| Townley 5' · Townley 40' · Stein 41' · Dean 52' · Townley 70' · Dunn 80' |     | Mumford 50' · |

| Kennington Oval, London Dommer: Major Francis Marindin |

| Blackburn Rovers | The Wednesday |

|  |  |                  |  |
|  |  |                  |  |
|  |  | Jack Horne       |  |
|  |  | James Southworth |  |
|  |  | John Forbes      |  |
|  |  | John Barton      |  |
|  |  | Geordie Dewar    |  |
|  |  | Jimmy Forrest    |  |
|  |  | Joe Lofthouse    |  |
|  |  | Harry Campbell   |  |
|  |  | Jack Southworth  |  |
|  |  | Nat Walton       |  |
|  |  | William Townley  |  |
|  |  |                  |  |
|  |  |                  |  |

|  |  |                 |  |
|  |  |                 |  |
|  |  | Jim Smith       |  |
|  |  | Haydn Morley    |  |
|  |  | Edward Brayshaw |  |
|  |  | Jack Dungworth  |  |
|  |  | Billy Betts     |  |
|  |  | George Waller   |  |
|  |  | Billy Ingram    |  |
|  |  | Harry Woolhouse |  |
|  |  | Michael Bennett |  |
|  |  | Albert Mumford  |  |
|  |  | Tom Cawley      |  |

|  |

- Spillet 29. marts, 1890
- Tilskuere: 20,000
- Dommer: Major Francis Marindin